# 梁山泊 ファミリー
『梁山泊 ファミリー』（りょうざんぱく ファミリー）は、2003年に『ファミリー』(発売元：株式会社ビタミン愛)というタイトルで発売されたビデオ用映画である。監督および主演は山城新伍。企画・製作・著作は株式会社ラスカル。2005年に『梁山泊 ファミリー』（発売元：エムスリイエンタテインメント）と改名し再発売された。

## 概要
いわゆるVシネマ（オリジナルビデオ）の範疇に属する作品だが、山城新伍監督本人が名付けた「ネオシネマ」という新形態（あえてビデオのレンタルをせず、1800円の廉価でDVDを販売するという手法）がとられた。
実在するパチンコ攻略集団「梁山泊」を舞台に会長の松波（山城新伍）と彼を父のように慕う部下（松村雄基）の愛憎を手堅い演出で描いた娯楽作品に仕上がっている。監督自身が顔で集めた豪華キャストを投入、35ミリのフィルムで撮影している。「攻略業界シリーズ」の第1弾として製作され、続編として『六本木錬金の帝王 カポネ』（梅宮辰夫主演）、『フレンズ』（曽根晴美主演）の2作が制作され3部作となっている。

## キャスト
- 山城新伍 - 梁山泊会長 松波
- 松村雄基 - 島岡哲次
- 名高達男 - 梁山泊幹部 石橋
- 高橋かおり
- 火野正平 - 花和尚
- 坂上忍
- 梅宮辰夫
- 川上麻衣子
- 石橋蓮司
- 松方弘樹